# Liste der Bürgermeister von Goeree-Overflakkee
Dieses ist die Liste der Bürgermeister von Goeree-Overflakkee in der niederländischen Provinz Südholland seit der Gründung der Gemeinde am 1. Januar 2013.
| Bürgermeister | Bürgermeister             | Partei | Partei | Amtszeit  | Anmerkungen |
| ------------- | ------------------------- | ------ | ------ | --------- | --- |
|               | Corstiaan Kleijwegt       |        | PvdA   | 2013      | kommissarisch |
|               | Ada Grootenboer-Dubbelman |        | CDA    | seit 2013 | Aufgrund von gesundheitlichen Problemen wurde sie vom 16. Dezember 2014 bis zum 1. Oktober 2015 von Jan Pieter Lokker (CDA) kommissarisch vertreten. |